# أكسل كليرجيت
أكسل كليرجيت (بالفرنسية: Axel Clerget) هو لاعب جودو فرنسي ولد في 28 فبراير  عام 1987 سان ديزير (أوت مارن). وهو عضو في منتخب الجودو الفرنسي. كما أنه مرخص له من نادي سوسي الجودو (94)، وهو عضو فيالمعهد الوطني للرياضة والخبرة والأداء. كما أنه يعمل أخصائي العلاج الطبيعي في مركز إعادة التأهيل الوظيفي Villiers-sur-Marne من مجموعة SOS.
فاز بلقب بطل العالم في عام 2011 في باريس (حي بيرسي) وميداليتين برونزيتين في بطولة العالم الفردية عامي 2018 و 2019. أصبح بطل المنتخب الفرنسي في عامي 2015 و 2018 مع فريق سوسي للجودو. فاز بلقب الفريق المختلط في الألعاب الأولمبية الصيفية عام 2020.

## السيرة الذاتية

### أسرته
والده، فرانسيس كليرجيت، حاصل على حزام 7 دان  وعضو سابق في المعهد الوطني للرياضة والخبرة والأداء (INSEP) (INSEP). اختير مرتين من ضمن منتخب فرنسا وهو الآن مدرب للجودو في نادي مارنافال سانت ديزييه، الذي يعد أحد نوادي النخبة.
والدته أغنيس حاصلة 3على دان وأخته كلوي ذات الحزام 4دان  هي أيضًا المتمرسين في الجودو. هذه الأخيرة حصلت على لقب نائب بطل فرنسا للناشئين.
خيرا آرثر شقيقه الأصغر حاصل على حزام 3 دان، وهو بطل فرنسا على مستوى الجامعات  وكبار السن في عام 2015.

### بداية مسيرته
نشأ أكسل في سان ديزييه في هوت مارن. لقد برع في طفولته في كل من الجري والجودو مدفوعا من قبل والديه الذين شجعوه على ممارسة العديد من الألعاب الرياضية. كما أن قدرته البدنية أهلته لاختير الجودو.
ومن ثم ركز على الجودو واستمر في المنافسة في ناديه، نادي الجودو مارنافال سانت ديزييه، حيث بقي مرخصا له لأكثر من 22 عاما. غادر النادي في عام 2014 عن عمر يناهز 27 عاما.
في سن 16، عندما كان لا يزال متدربًا، كان الأول في الترتيب الوطني، لكنه لم يحصل على جائزة في بطولة فرنسا.

### مسيرته في المنتخب الفرنسي
انضم أكسل كليرجيت إلى المعهد الوطني للرياضة والخبرة والأداء (INSEP) في سن ال 19.
أثناء فترة انضمامه في فريق الناشئين الفرنسي حصل على أول ألقابه الوطنية والدولية. في عام 2005 فاز بالمركز الثاني في مسابقة الاتحاد الوطني للرياضة المدرسية  وحصل على المركز الثاني من بطولة فرنسا التي جرت في ليون.
في عام 2006 على الأراضي الفرنسية من خلال أن يصبح بطل UNSS على مستوى فرنسا UNSS  ، وبطل فرنسا الاتحادية وفاز في البطولة الدولية للناشئين ليون. محققًا بذلك ثلاثية انتصارات في عام واحد. بالإضافة لذلك أيضا فقد حصل على المركز الثالث في بطولة العالم للناشئين  في سانتو دومينغو. كما أن البعض يعتبره جزءًا من الجيل«الذهبي» للجودو الفرنسي مع تيدي راينر وأوغو ليجراند وسيريل ماريت وإيرفيه فيشوت وميكائيل ريميلين.
نضم إلى المنتخب الفرنسي الأول لبطولة الفرق الأوروبية لعام 2007 في فئة الأقل من81 كجم. فاز بالمركز الثاني لبطولة المنتخبات الأوروبية في عام 2007 ونال المركزالثالث في بطولة فرنسا في عام 2008. خلال فترة انضمامه مع المنتخب حصل أكسل على ميداليتين برونزيتين في بطولة أوروبا Espoir (أقل من 23 عاما) في عامي 2007 و 2008.
في عام 2009 فاز بالمركز الثالث في البطولة في باريس والخامس في بطولة أوروبا في تبليسي. في كل من المسابقات صعد إلى الدور النصف النهائي.
في عام 2010، شارك في بطولة الماستربمدينة سوون بكوريا الجنوبية، وهي مسابقة شهدت تنافس أفضل 16 في العالم، حيث وصل إلى الدور النهائي. قام بتقديم أداء جيد في تلك الأثناء جنبًا إلى جنب مع تيدي رينر، الذي كان في الدور النهائي في هذه المسابقة.
فاز بالمركز الخامس في بطولة باريس والمركز الخامس في بطولة جراند سلام في ريو دي جانيرو، فاز أكسل كليرجيت بكأس العالم 2011 في ليفربول وأصبح بطل العالم في باريس مع المنتخب الفرنسي.
في عام 2012، حصل مرة أخرى على المركز الخامس في دورة باريس. لم يتم اختياره ضمن المنتخب الفرنسي الذي سيسافر ليشارك في الألعاب الأوليمبية في لندن كونه ضمن الفئة الأقل من 81 كجم. ثم اختار أن يصعد في فئة الأقل 90 كجم ونال المركز الثالث في بطولة فرنسا للفئة نفسها.
في عام 2013، تم اختيار أكسل كليرجيت لبطولة الفرق الأوروبية والعالمية. كما أنه احتل المرتبة الثالثة في ألعاب البحر الأبيض المتوسط. أصيب أكسل كليرجيت إصابة بالغة في عام 2014، ولكن بالرغم من ذلك كان قادرا على الفوز بكأس العالم بالدار البيضاء، كما أصبح في المركز الثاني في بطولة فرنسا.
يعد عام 2015 عامًا مهمًا وللرياضي. فاز بكأس أوروبا مرتين (في سراييفو وأورنبورغ)، وكأس العالم (في مينسك) واحتل المرتبة الثانية في جائزة جيجو الكبرى. كما أنه أصبح بطل فرنسا مع فريقه الجودو سوسي. لقد كانت المرة الأولى منذ ثماني سنوات التي يتعرض فيها نادي ليفالوا للجودو للهزيمة في هذه المرحلة من المنافسة. كما أنه أصبح في ذلك العام حامل علم الوفد الفرنسي بدورة الألعاب الجامعية على مستوى العالم  .

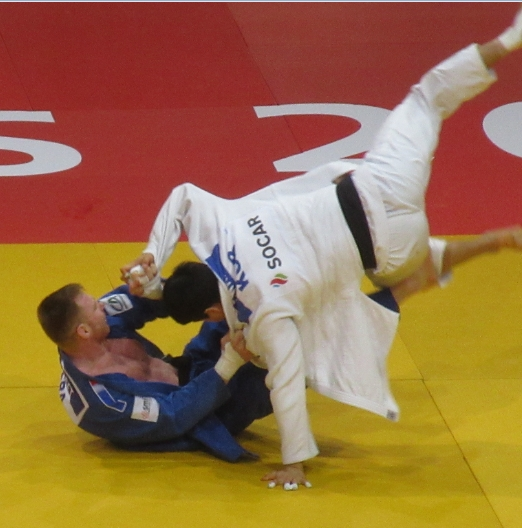
إيبون لصالح أكسل ضد كينتا ناجاساوا (جا) في 2018 Paris Grand Slam. ضربة

حصل على الميدالية الفضية في الفئة الأقل من 90 كجم في بطولة 2017 الأوروبية للجودو في وارسو.
في بطولة العالم للجودو 2018، فاز بالميدالية الفضية للفرق المختلطة.
احتل المركز الثالث في بطولة العالم لعام 2018  وعام 2019.
في دورة الألعاب الأولمبية الصيفية 2020 ، فاز بالميدالية الذهبية للفرق المختلطة.

### حياته الشخصية
بالإذافة لسيرته الرياضية، اهتم أكسل كليرجيت بمشروعه الاحترافي: فقد نجح في الحصول على شهادة الدولة كمدلك من مدرسة سان موريس بين عامي 2007 و 2014.
ومن ثم تابع تدريبه كأخصائي علاج طبيعي رياضي في INSEP وضمن تدريب Kinesport. كما أنه بدأ في أكتوبر من العام 2015 دورة BP JEPES في خيار الجودو ليصبح مدرسًا للجودو.

## الجوائز

### جدول بالميداليات التي حصل عليها
| السنة | البطولة             | المكان      | النتيجة | الفئة |
| ----- | ------------------- | ----------- | ------- | ----- |
| 2021  | الألعاب الأولمبية   | طوكيو       |         |       |
| 2020  | بطولة الجراند سلام  | باريس       |         |       |
| 2019  |                     | أوديفلاس    |         |       |
| 2019  | بطولة العالم للجودو | طوكيو       |         |       |
| 2019  | بطولة أوروبا للجودو | مينسك       |         |       |
| 2019  | GP Tel-Aviv         | تل أبيب     |         |       |
| 2018  | بطولة العالم للجودو | باكو        |         |       |
| 2018  | بطولة الجراند سلام  | باريس       |         |       |
| 2018  | بطولة فرنسا         | بورج        |         |       |
| 2017  | بطولة العالم للجودو | بودابست     |         |       |
| 2017  | بطولة أوروبا للجودو | وارسو       |         |       |
| 2017  | بطولة الجراند سلام  | باريس       |         |       |
| 2017  | بطولة لشبونة        | لشبونة      |         |       |
| 2016  | بطولة الجراند سلام  | طوكيو       |         |       |
| 2016  | بطولة الجراند سلام  | أبو ظبي     |         |       |
| 2016  | بطولة ماسترز للجودو | غوادالاخارا |         |       |
| 2016  | ألماتي              |             |         |       |
| 2016  | باكو                |             |         |       |
| 2015  |                     |             |         |       |
| 2014  |                     |             |         |       |
| 2013  |                     |             |         |       |
| 2012  |                     |             |         |       |
| 2011  |                     |             |         |       |
| 2010  |                     |             |         |       |
| 2009  |                     |             |         |       |
| 2008  |                     |             |         |       |
| 2007  |                     |             |         |       |
| 2006  |                     |             |         |       |
| 2005  |                     |             |         |       |

## وصلات خارجية
- الملف الشخصي على ليكيب
- مصير الأخوين كليرجيت، اثنان من الجودوك الفرنسيين في دورة الجامعات الصيفية
- جودو سوسي
- نادي الجودو مارنافال سان ديزييه
- كينيسبورت
- أكسل كليرجيت على موقع الفيدرالية الدولية للجودو (الإنجليزية)
- أكسل كليرجيت على موقع JudoInside.com (الإنجليزية)
- أكسل كليرجيت على موقع AllJudo.net (الفرنسية)
- أكسل كليرجيت على موقع اللجنة الأولمبية الدولية (الإنجليزية)
- أكسل كليرجيت على موقع أوليمبيديا (الإنجليزية)
- أكسل كليرجيت على موقع اللجنة الأولمبية الفرنسية (مؤرشف) (الفرنسية)